# هو يشوان
هو يشوان (مواليد 23 أكتوبر 1994) هو سبّاح صيني، مثّل بلاده في الألعاب الأولمبية الصيفية 2016.

## روابط خارجية
هو يشوان على موقع الاتحاد الدولي للسباحة (الإنجليزية)
- هو يشوان على موقع SwimRankings.net (الإنجليزية)
- هو يشوان على موقع اللجنة الأولمبية الدولية (الإنجليزية)
- هو يشوان على موقع أوليمبيديا (الإنجليزية)
- هو يشوان على موقع اللجنة الأولمبية الصينية (الإنجليزية)